# سوزي كلاين
سوزي كلاين (بالإنجليزية: Suzy Kline)‏ هي كاتبة للأطفال وكاتِبة أمريكية، ولدت في 27 أغسطس 1943 في بيركيلي في الولايات المتحدة.